# Rhipidaster vannipes
Rhipidaster vannipes is een zeester uit de familie Solasteridae.
De wetenschappelijke naam van de soort werd in 1889 gepubliceerd door Percy Sladen.